# Sinkanszen E2

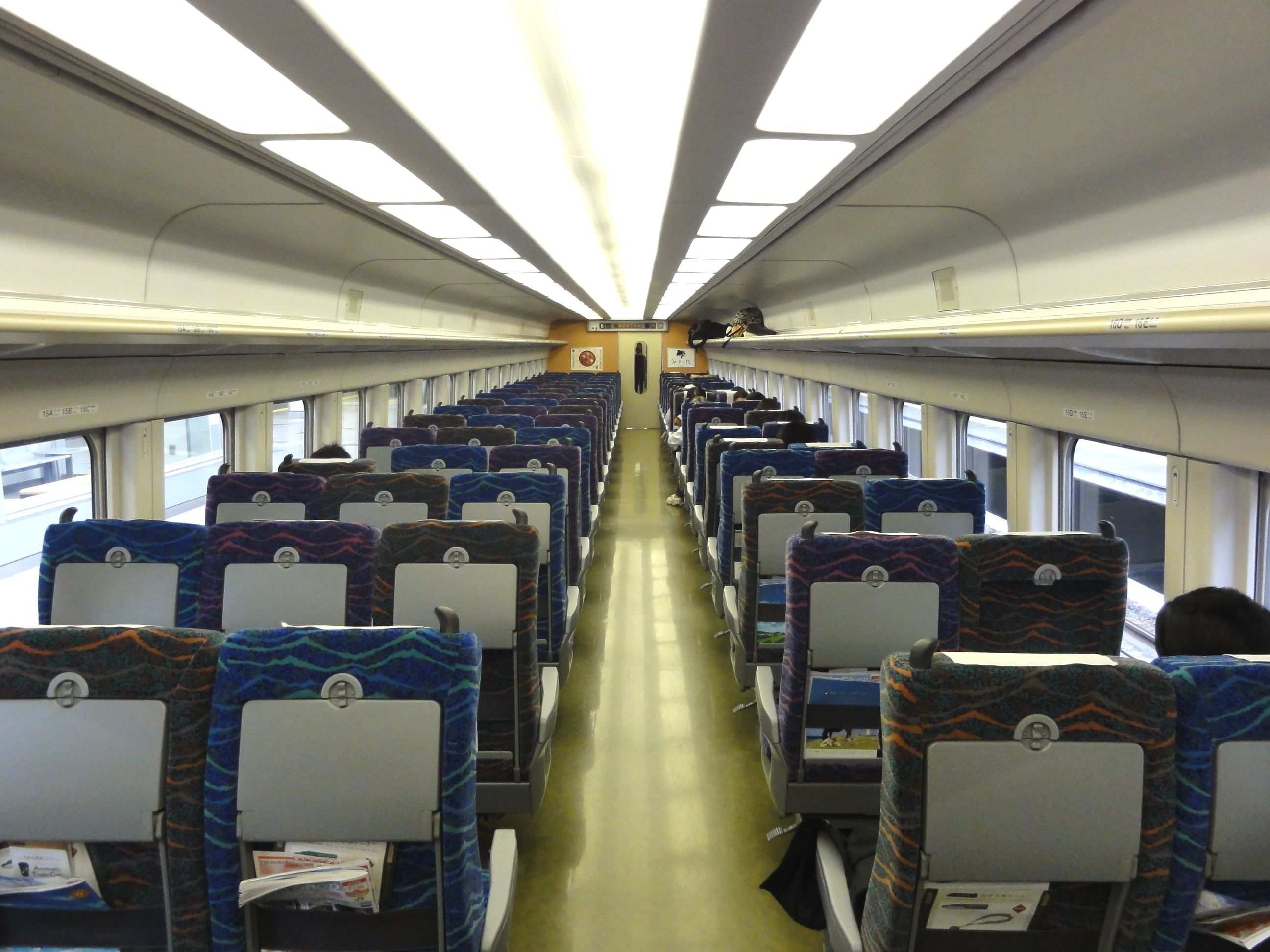
Utastér

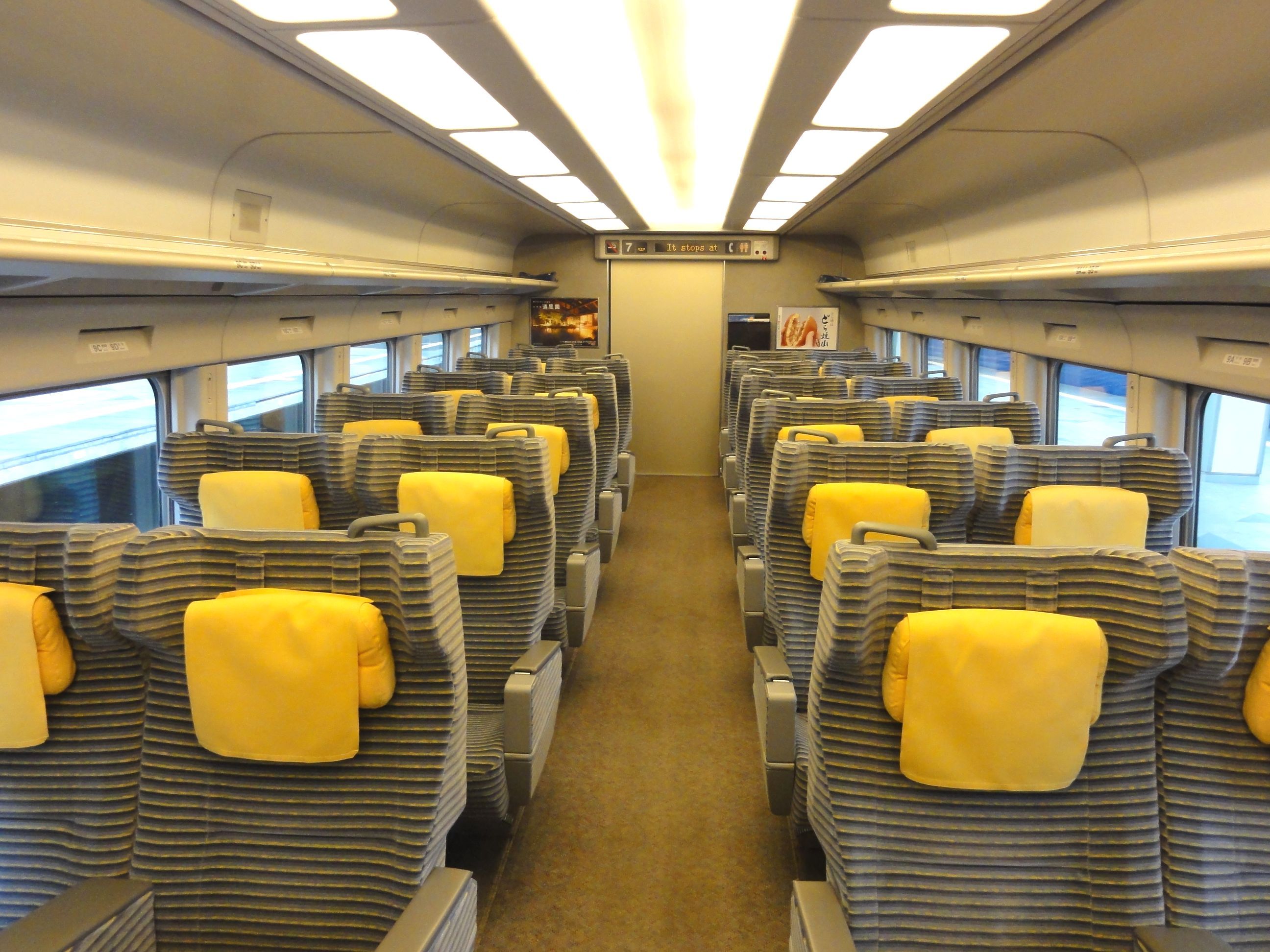
Utastér

A Sinkanszen E2-es sorozat egy japán nagysebességű villamos motorvonat, melyet a JR East üzemeltet a  Tóhoku Sinkanszen és Nagano Sinkanszen vonalon. A motorvonatok 8 vagy 10 részesek, honállomásuk Szendai és Nagano. A motorvonatokból kínai exportra is készült, a kínai változat neve CRH2.